# Víctor Roura
Víctor Roura (28 de julio de 1955) es un escritor, ensayista, editor y periodista de nacionalidad mexicana procedente de Mérida, Yucatán, pero con residencia en la Ciudad de México desde temprana edad. Personaje importante en la historia de la cultura en México. Llevó durante 25 años la sección cultural más importante que ha tenido su país y que influenció a muchas generaciones además de que por él muchos artistas salieron a la luz. 
Fundador de La Jornada, El Uno Más Uno y más revistas y diarios como De Largo Aliento. 

## Biografía
Estudió la carrera de comunicación gráfica en la Universidad Nacional Autónoma de México. Comenzó a escribir en 1972 en revistas contraculturales de rock. Su experiencia en el periodismo incluye su participación como director en las publicaciones México Canta y Usted, El Buscón, Pie de Página, Obús I, y en Las Horas Extras; como jefe de redacción en Valetonomía; como editor en Zeppelín, Seccias, y en Melodía; como corrector de estilo, reportero y jefe de información cultural en La Onda, Punto, y el periódico Unomásuno (entre 1982 y 1984). Fue fundador del periódico La Jornada y jefe de la sección cultural en su primer año. También fundó la sección cultural de El Financiero en 1988. En el año (2012) cumple cuatro décadas trabajando en la prensa.
Ha sido productor y guionista en Radio Educación en La Hora de Bellas Artes y en El Cuento Corto. Además, ha sido profesor de periodismo en la Escuela Nacional de Estudios Profesionales de la UNAM.
Se mantuvo como editor de la sección cultural de El Financiero por 25 años. Fiel a sus convicciones periodísticas dejó de serlo el 2 de agosto de 2013, cuando se despidió de ella ante los nuevos tiempos por venir en dicho diario mexicano. 
A la fecha tiene más de setenta libros publicados y es un hito para la cultura en México, como periodista, editor y escritor.
Fundó el diario "De largo aliento" que sobrevivió el año del 2014. Al iniciar el año del 2015 fundó un periódico cultural quincenal que a la fecha sigue a la venta en los puestos de periódicos llamado "La Digna Metáfora", tiene sección de niños y un suplemento de poesía de "La furia del pez", en el periódico participan importantes figuras culturales como Federico Arana, Jorge Ayala Blanco, Eusebio Ruvalcaba, Alberto Chimal, Juan Miguel de Mora, Fernando de Ita, Juan Domingo Argüelles, Pablo Fernández Christlieb, Armando González Torres, Ethel Krauze, Marco Lara Klahr, Omar Raúl Martínez, Eduardo Monteverde, Humberto Musacchio, David Ojeda, Agustín Ramos, José Reveles, José de Jesús Sampedro, Beatriz Zalce, Alejandro Zenker, Alberto Zuckermann, etc.
Desde el mes de julio de 2019 está a cargo de la sección cultural de la agencia de noticias del Estado Mexicano, Notimex, en http://www.notimex.gob.mx/

## Obra

### Novelas
- Polvos de la urbe (1987) Plaza y Valdés.

### Cuentos
- Un látigo en mi alcoba (1992) Hoja Casa, Sentido Contrario.
- Los numerosos amigos del pensador griego de "La coleccionista de Lluvias" (2011) Jirafa.
- La luna en la mano (1998) Unidad Editorial del Gobierno de Jalisco, Los cuadernos del Jabalí.
- Trilogía del desencanto (2010) Editorial Lectorum.
- Campanas en estremecedor silencio. Mil un dodecasílabos a mis padres (Cuento en verso) (2009) Cuadernos de El Financiero.
- La niña busca una mascota que nadie tiene (2008) Editorial Praxis.
- El Colegio de la nena es excesivamente caro (2008) Molino de letras
- Nombres con mujer adentro (1999) Universidad Autónoma Metropolitana, Verdehalago.
- La ira de Dios es mayor (1988) El Gallito inglés.
- Cuento para Melissa (1994) ed.Praxis
- "La vestidura de don Quijote" (2015) Ediciones del Ermitaño.

### Aforismos y poemas silábicos
- No olvides cuidar tus labios míos (2012) Linajes Editores.
- Hormiguero (2011) Cofradía de Coyotes.
- El destino del telegrama (Aforismos periodísticos), (2000) Ediciones del Ermitaño.
- 'Desde el mirador (1992) UAM-Azcapotzalco, Laberinto, 36.

### Prosa poética
- Madrugada (2006) Ediciones sin nombre, CONACULTA.
- Reflexión tardía (1977) Costa-Amic.
- "Boca diminuta" (2012) Ediciones del Ermitaño.

### Versos, poesía, pensamientos
- Fisuras, máscaras, manzanas, colmillos (2012) Linajes Editores.
- Boca diminuta 1 Colección "La furia del Pez" (2011) Ed. Los Puentes de Verona.
- Como la descalza primavera 2 Colección "La Furia del Pez" (2011) Ed. Los Puentes de Verona.
- Las mentiras de las flores 3 Colección "La furia del Pez" (2011) Ed. Los Puentes de Verona.
- La música. Irremediablemente termina (2008) ed.Unas Letras.
- Un ángel con su mirada hipócrita (2008) Amarillo Editores.

### Hipérboles, juegos de palablas
- Abrasivo alfabeto atípico Ejercicios escriturales eléctricos. (2009) Cofradía de Coyotes

### Ensayos
- Crines (1984) Penélope.
- Negros del corazón (1984) Universidad Autónoma Metropolitana (UAM).
- Onda, progreso, moda, reacción, periodismo (1984) UAM-Azcaptzalco.
- El viejo vals de la casa (1985) Universidad Autónoma de Puebla (UAP), Extensión Universitaria, 3.
- Apuntes de rock (1985) Nuevomar.
- Perfiles del cuadrante (1987) (colectivo) Alianza.
- Diaria escritura. De bandas, rolas y medios (1988) Oriental de Uruguay.
- Los tamaños del amor (2009) Plaza y Valdez, S. A. de C. V.
- Impudorosas, definitivas, míticas y afectuosas muertes (2009) Universidad Autónoma de la Ciudad de México
- La vida del espectador, una mirada incomplaciente a la televisión (2009) Fundación Manuel Buendía, Benemérita Universidad Autónoma de Puebla
- Los profetas caídos. Pop, industria musical y manipulación de masas (2007) Lectorum.
- Los vecinos tocando (1996) Daga Editores.
- El apogeo de la mezquindad. Vivencias y decires en el periodismo (2012) Lectorum
- "El lenguaje es una fuente de malentendidos" (2013) Lectorum.